# سامدروپ جونگ‌خار
سامدروپ جونگ‌خار (به لاتین: Samdrup Jongkhar) یک منطقهٔ مسکونی در بوتان (کشور) است که در Samdrup Jongkhar District واقع شده‌است.
 سامدروپ جونگ‌خار ۴٫۴۷ کیلومتر مربع مساحت و ۹٬۳۲۵ نفر جمعیت دارد و ۱۷۳ متر بالاتر از سطح دریا واقع شده‌است.